# 우리 산책할래요?
우리 산책할래요?는 부산MBC 표준FM(부산 FM 95.9㎒, 기장 FM 106.5㎒, 양산 FM 97.7㎒)에서 매주 토요일 아침 8시 5분부터 아침 8시 30분까지 방송한 교양 프로그램이다.

## 진행
- 서정모 아나운서

## 역대 진행
| 대수 | 진행자          | 진행 기간             | 비고 |
| ---- | --------------- | --------------------- | ---- |
| 1대  | 서정모 아나운서 | 2022년 9월 3일 ~ 현재 |      |